# Emmalaan (Baarn)
De Emmalaan is een straat in Baarn in de Nederlandse provincie Utrecht. De straat verbindt de Wilhelminalaan met de Amsterdamsestraatweg. De Emmalaan loopt rondom de Wilhelminavijver en komt uit op de Amsterdamsestraatweg.
Aan de laan staan grote villa's. De Emmalaan is vernoemd naar Emma van Waldeck-Pyrmont (1858 - 1934). Zij was de echtgenote van koning Willem III en na diens dood regentes ten behoeve van haar minderjarige dochter prinses Wilhelmina. Achter Emmalaan 6b ligt het overblijfsel van een heuveltje dat vroeger het Prinsenbergje of 'De Piek' werd genoemd. De Piek was een overblijfsel van het Baarnse Bos dat door Willem II was aangelegd. Vanaf het bergje was Eemnes in de verte te zien. De Piek werd dan ook wel Eemnesserbergje genoemd. Op het bergje kwam een ster van lanen uit, de structuur daarvan is verdwenen bij de aanleg van het Wilhelminapark.